# روح بن حاتم
أبو حاتم روح بن حاتم بن قبيصة بن المهلب بن أبي صفرة الأزدي هو وال وحاكم إسلامي ولي لخمسة من الخلفاء أبي العباس السفاح وأبي جعفر المنصور والمهدي والهادي وهارون الرشيد. ويقال أنه لم يتفق مثل هذا إلا لأبي موسى الأشعري، فإنه ولي لرسول الله صلى الله عليه وسلم ولأبي بكر وعمر وعثمان وعلي.
كان روح والياً على السند، في عهد المهدي بن أبي جعفر المنصور في سنة 159 هـ، وكان قد ولاه في أول خلافته الكوفة، وقيل إنه ولي السند سنة 160 هـ، ثم عزله عن السند سنة 161 هـ، ثم ولاه البصرة.
وكان يزيد بن حاتم المهلبي أخو روح والياً على إفريقية (تونس)، فلما توفي يزيد بن حاتم المهلبي سنة 170 هـ بإفريقية في مدينة القيروان قال أهل إفريقية: «ما أبعد ما يكون بين قبري هذين الأخوين، فإن أخاه بالسند وهذا ها هنا». فاتفق أن الرشيد عزل روحا عن السند وسيره إلى موضع أخيه يزيد، فدخل إلى إفريقية أول رجب سنة 171 هـ، ولم يزل والياً عليها إلى أن توفي بها لإحدى عشرة ليلة بقيت من شهر رمضان سنة 174 هـ، ودفن في قبر أخيه يزيد.